# 上平川 (菊川市)
上平川（かみひらかわ）は静岡県菊川市の大字。

## 地理
菊川市の南西部、平川地区の西部に位置する。東・南で下平川、西で下内田・掛川市岩滑、北で東横地と接する。

### 河川
- 菊川
- 牛淵川

### 字一覧
30以上の字がある（2018年（平成30年）10月16日現在）。
- 春日東（かすがひがし）
- 春日西（かすがにし）
- 庄兵衛屋敷（しょうべえやしき）
- 紺屋裏（こうやうら）
- 四郎次裏（しろうじうら）
- 春日前（かすがまえ）
- 大官屋敷（だいかんやしき）
- 堀東（ほりひがし）
- 紺屋前（こうやまえ）
- 紺屋西（こうやにし）
- 庄蔵前（しょうぞうまえ）
- 新蔵（しんぞう）
- 夢見堂（ゆめみどう）
- 向（むかい）
- 天白（てんぱく）
- 押切（おしきり）
- 大坪（おおつぼ）
- 白香（はくこう）
- 香田（かおりだ）
- 久保田（くぼた）
- 池田（いけだ）
- 城向（しろむかい）
- 国川（くにかわ）
- 猪森（いのもり）
- 政所（まんどころ）
- 大塚（おおつか）
- 諏訪（すわ）
- 頭無（あたまなし）
- 焼橋（やきはし）
- 下久保（しもくぼ）
- 北裏（きたうら）
- 下屋敷（しもやしき）
- 深反田（ふかたんだ）

## 歴史

### 沿革
- 1889年（明治22年）4月1日 - 町村制の施行により、城東郡上平川村が周辺の村と合併し、城東郡平田村となる[WEB 7]。旧村名は平田村の大字として残る[WEB 8]。
- 1896年（明治29年）4月1日 - 郡制の施行により所属郡が小笠郡に変更。
- 1954年（昭和29年）3月31日 – 平田村が小笠村・南山村と新設合併を行い、小笠町が発足する。
- 2005年（平成17年）1月17日 – 小笠町が菊川町と新設合併を行い、菊川市となる。

## 施設
- ファミリーマート菊川上平川店
- 春日神社

## 交通

### バス
- しずてつジャストライン菊川浜岡線：（菊川駅前 方面 - ）草笛作業所 - 上平川（ - 浜岡営業所 方面）
- 菊川市コミュニティバス奈良野・布引原コース（コミタクくん）：（菊川市立総合病院 方面 - ）池村公民館（ - 布引原北公民館 方面）

### 道路
- 静岡県道37号掛川浜岡線
- 静岡県道386号小笠掛川線

## その他

### 学区
小学校・中学校の学区は以下の通りである。
| 番・番地等 | 小学校               | 中学校             |
| ---------- | -------------------- | ------------------ |
| 全域       | 菊川市立小笠北小学校 | 菊川市立岳洋中学校 |

### 警察
警察の管轄区域は以下の通りである。
| 番・番地等 | 警察署     | 交番・駐在所 |
| ---------- | ---------- | ------------ |
| 全域       | 菊川警察署 | 小笠交番     |

### WEB
1. ↑  “h02_22.csv”.   総務省 (2022年2月10日). 2025年1月10日閲覧。
2. ↑  “静岡県菊川市 (22224)”.   人文学オープンデータ共同利用センター. 2025年1月10日閲覧。
3. ↑  “静岡県 菊川市 上平川の郵便番号 - 日本郵便”.   日本郵便. 2025年2月15日閲覧。
4. ↑  “市外局番の一覧”.   総務省 (2022年3月1日). 2025年1月10日閲覧。
5. ↑  “事業所案内及び管轄地域（事務所3件、分室3件）”.   一般社団法人静岡県自動車会議所. 2025年1月10日閲覧。
6. ↑  “菊川市小字一覧 - 静岡県オープンデータ”.   静岡県 (2018年10月16日). 2025年1月10日閲覧。
7. ↑  “historyofcities.pdf”.   静岡県総務部合併推進室・財団法人静岡県市町村振興協会. 2025年1月10日閲覧。
8. ↑  “解説ページ”.   株式会社エア. 2025年1月10日閲覧。
9. ↑  “菊川市／通学区域一覧”.   菊川市 (2024年4月1日). 2025年1月10日閲覧。
10. ↑  “交番駐在所一覧表｜静岡県警察”.   静岡県警察 (2023年6月12日). 2025年1月10日閲覧。